# Park Eun-bin
Đây là một tên người Triều Tiên, họ là Park.
Park Eun-bin (tiếng Hàn: 박은빈; sinh ngày 4 tháng 9 năm 1992) là một nữ diễn viên người Hàn Quốc. Cô khởi đầu sự nghiệp diễn xuất của mình với tư cách là một diễn viên nhí trước khi đảm nhiệm vai chính đầu tiên trong bộ phim tình cảm lãng mạn Operation Proposal vào năm 2012.

## Sự nghiệp
Park Eun-bin tham gia diễn xuất khi mới 5 tuổi và đã đóng nhiều phim truyền hình với tư cách là một nữ diễn viên nhí và hóa thân thành nhiều nhân vật khác nhau. Cô đóng vai chính đầu tiên trong bộ phim lãng mạn du hành vượt thời gian Operation Proposal (2012).
Sau Operation Proposal, Park Eun-bin quay trở lại với các vai phụ cho đến khi cô tiếp tục được đảm nhiệm vai chính trong loạt phim nói về một nhóm phụ nữ trẻ đầu những năm 20, Hello, My Twenties! và phần tiếp theo của nó.
Từ năm 2017 trở đi, Park Eun-bin đã đóng vai chính trong nhiều bộ phim truyền hình. Năm 2017, cô được chọn tham gia bộ phim Tội phạm pháp luật Judge vs. Judge, tiếp theo là phim kinh dị The Ghost Detective vào năm 2018.
Park Eun-bin đã nhận được chuỗi thành công nhất định trong sự nghiệp của mình tiêu biểu nhất là bộ phim Hot Stove League 2019-2020. Bộ phim đã đạt được mức rating cao nhất là hơn 20% sau khi bắt đầu với 3% và đã giành được giải phim truyền hình xuất sắc nhất trong số nhiều đề cử khác tại Lễ trao giải Baeksang Arts Awards lần thứ 56.
Năm 2020, Park Eun-bin đã tham gia bộ phim tình cảm âm nhạc Anh có thích Brahms?. Vai diễn này đòi hỏi cô phải thể hiện khả năng chơi violin.
Năm 2021, trở lại màn ảnh nhỏ, Park Eun-bin hóa thân vào vai diễn khó nhằn Lee Hwi trong Luyến mộ. Bộ phim đã nhận được rất nhiều tình cảm của người hâm mộ không chỉ tại Hàn Quốc mà còn trên toàn thế giới. Trên nền tảng Netflix, bộ phim lọt Top Trending ở nhiều quốc gia không chỉ tại Châu Á mà còn ở nhiều nước Phương Tây, góp phần đưa thể loại phim cổ trang Hàn Quốc đến gần hơn với khán giả thế giới. Thứ hạng cao nhất trên Bảng xếp hạng Netflix Toàn cầu mà bộ phim đạt được là Top 4. Đây là bộ phim cổ trang đầu tiên đạt được thứ hạng cao như vậy trên Netflix. Tại Hàn Quốc, trên đài phát sóng trực tiếp KBS2, bộ phim ghi nhận rating tập cuối lên tới 12,1%, lọt Top 2 Những bộ phim có rating trung bình cao nhất năm 2021 của đài truyền hình KBS2 và Top 12 Những bộ phim truyền hình Hàn Quốc có rating cao nhất năm 2021. Với thành công của bộ phim, Park Eun-bin nhận được giải thưởng Nữ diễn viên xuất sắc nhất, Nữ diễn viên được yêu thích nhất, Cặp đôi đẹp nhất tại Lễ trao giải KBS Drama Awards 2021.
Năm 2022, Park Eun-bin tái xuất với vai nữ chính Woo Young Woo trong Nữ luật sư kì lạ Woo Young Woo. Dự án ban đầu không được khán giả kì vọng nhiều, nhưng với sự đầu tư chỉn chu, nội dung sâu sắc và nhân văn, bộ phim đã trở thành hiện tượng truyền hình 2022, lọt top 10 phim truyền hình đạt tỷ suất người xem cao nhất lịch sử đài cáp với rating tập cuối là 17,5%. Phim trở nên nổi tiếng không chỉ ở Hàn Quốc mà còn ở quốc tế, đứng top 1 phim truyền hình không nói tiếng Anh được xem nhiều nhất Netflix. Với mà thể hiện xuất sắc nhân vật nữ luật sư thiên tài mắc hội chứng rối loạn phổ tự kỉ, Park Eun-bin đã xuất sắc giành nhiều giải thưởng danh giá, trong đó có Daesang truyền hình tại lễ trao giải nghệ thuật Baeksang lần thứ 59 và nhiều giải thưởng quốc tế, chứng minh năng lực diễn xuất và đưa tên tuổi của cô nổi tiếng khắp thế giới.

## Danh sách phim

### Phim truyền hình
| Năm     | Nhan đề                                            | Kênh          | Vai diễn                 | Ghi chú       | Ng.    |
| ------- | -------------------------------------------------- | ------------- | ------------------------ | ------------- | ------ |
| 1998    | White Nights 3.98                                  | SBS           | Choi So-young            |               |        |
| 1999    | MBC Best Theater                                   | MBC           |                          |               |        |
| 1999    | I Only Know Love                                   | MBC           | Jung-min                 |               |        |
| 2000    | MBC Best Theater                                   | MBC           |                          |               |        |
| 2000    | The Thief's Daughter                               | SBS           | Jung-nim                 |               |        |
| 2001    | Empress Myeongseong                                | KBS2          | Lady Min lúc nhỏ         |               |        |
| 2001    | Sangdo                                             | MBC           | Ippeuni                  |               |        |
| 2001    | Guardian Angel                                     | SBS           | Jung Da-so lúc nhỏ       |               |        |
| 2001    | Theatre of Our Stories "Yoo-na's Sketchbook Diary" | EBS           |                          |               |        |
| 2002    | Me and My Transformed Dad                          | MBC           | Kim Ma-ri                |               |        |
| 2002    | Kitchen Maid                                       | MBC           |                          |               |        |
| 2002    | My Love Patzzi                                     | MBC           |                          |               |        |
| 2002    | Hard Love                                          | KBS2          | Seo Kyung-joo lúc nhỏ    |               |        |
| 2002    | Glass Slippers                                     | SBS           | Woo Seung-hee lúc nhỏ    |               |        |
| 2003    | Age of Warriors                                    | KBS1          | Queen Sapyeong           |               |        |
| 2003    | Country Princess                                   | MBC           | young Kim Geum-hee       |               |        |
| 2003    | The King's Woman                                   | SBS           | Song-yi                  |               | [ 11 ] |
| 2003    | Autumn Friend                                      | EBS           |                          |               |        |
| 2004    | Stained Glass                                      | SBS           | young Shin Ji-soo        |               |        |
| 2005    | Encounter                                          | MBC           | young Choi Eom-ji        |               |        |
| 2005    | Resurrection                                       | KBS2          | young Seo Eun-ha         |               |        |
| 2005    | Hong Kong Express                                  | SBS           | Hwan-hee                 |               |        |
| 2005    | Dreams of an Exciting New School Term              | EBS           | Mi-rae                   |               |        |
| 2006    | Seoul 1945                                         | KBS1          | Moon Suk-kyung           |               |        |
| 2007    | My Beloved Sister                                  | MBC           | Min Ji-na                |               |        |
| 2007    | Catching Up with Gangnam Moms                      | SBS           | Lee Ji-yeon              |               |        |
| 2007    | The Legend                                         | MBC           | young Seo Kiha           |               | [ 12 ] |
| 2007    | Lobbyist                                           | SBS           | young Yoo Moon-young/Eva |               | [ 13 ] |
| 2009    | The Iron Empress                                   | KBS2          | young Hwangbo Seol       |               | [ 14 ] |
| 2009    | Queen Seondeok                                     | MBC           | Princess Boryang         |               | [ 15 ] |
| 2011    | Dream High                                         | KBS2          | Go Hye-sung 16 tuổi      | Cameo, tập 6  | [ 16 ] |
| 2011    | Gyebaek                                            | MBC           | Eun-ko khi trẻ           |               | [ 17 ] |
| 2012    | Operation Proposal                                 | TV Chosun     | Ham Yi-seul              |               |        |
| 2013    | Hur Jun, the Original Story                        | MBC           | Lee Da-hee               |               | [ 18 ] |
| 2014    | Secret Door                                        | SBS           | Lady Hyegyeong           |               | [ 19 ] |
| 2016    | Choco Bank                                         | Naver TV Cast | Ha Cho-co                |               | [ 20 ] |
| 2016    | Entertainer                                        | SBS           | Soo-hyun                 | Cameo, tập 18 | [ 21 ] |
| 2016    | Hello, My Twenties!                                | JTBC          | Song Ji-won              | Vai chính     | [ 22 ] |
| 2016–17 | Father, I'll Take Care of You                      | MBC           | Oh Dong-hee              | Vai chính     | [ 23 ] |
| 2017    | Hello, My Twenties! 2                              | JTBC          | Song Ji-won              | Vai chính     |        |
| 2017–18 | Judge vs. Judge                                    | SBS           | Lee Jung-joo             | Vai chính     |        |
| 2018    | The Ghost Detective                                | KBS2          | Jung Yeo-wool            | Vai chính     |        |
| 2019–20 | Hot Stove League                                   | SBS           | Lee Se-young             | Vai chính     |        |
| 2020    | Anh có thích Brahms?                               | SBS           | Chae Song-ah             | Vai chính     |        |
| 2021    | Luyến mộ                                           | KBS2          | Lee Hwi                  | Vai chính     |        |
| 2022    | Nữ luật sư kỳ lạ Woo Young Woo                     | ENA           | Woo Young-woo            | Vai chính     |        |
| 2023    | Diva của đảo hoang                                 | tvN           | Seo Mok-Ha               | Vai chính     |        |

### Phim
| Năm  | Nhan đề                          | Vai diễn     | Ghi chú            | Ng.    |
| ---- | -------------------------------- | ------------ | ------------------ | ------ |
| 2000 | A Girl's Prayer                  |              | Phim quân sự       |        |
| 2002 | Memories                         |              |                    |        |
| 2002 | The Romantic President           |              |                    |        |
| 2004 | Has the Shower Ended?            |              | Phim ngắn từ 1.3.6 |        |
| 2004 | How to Keep My Love              |              |                    |        |
| 2010 | Hồi chuông tử thần 2             | Na-rae       |                    | [ 24 ] |
| 2013 | Secretly, Greatly                | Yoon Yoo-ran | Cameo              | [ 25 ] |
| 2020 | Boston 1947                      |              |                    |        |
| 2022 | The Witch: Part 2. The Other One | Kyung-hee    |                    |        |